# Aviation Handling Services
Die AHS Aviation Handling Services GmbH ist eine Dienstleistungsgesellschaft für Fluggesellschaften und hat ihren Sitz in Hamburg.

## Geschichte
Die AHS Aviation Handling Services ist ein unabhängiger Anbieter von Serviceleistungen im Bereich Passagierhandling & Operations und bedient an 14 deutschen Flughäfen mit eigenen Stationen oder über Beteiligungsgesellschaften mehr als 130 Fluggesellschaften. Insgesamt beschäftigt die gesamte AHS-Gruppe fast 2.000 Mitarbeiter deutschlandweit.
Die AHS Aviation Handling Services GmbH (AHS) geht zurück auf die 1951 durch Helmut Ness gegründete deutsche Repräsentanz der norwegischen Fluggesellschaft Braathens South American and Far East Air Transport A/S (Braathens SAFE). Braathens SAFE wurde 1946 vom norwegischen Schiffseigner Ludvig G. Braathen gegründet in der Absicht, seine Schiffe in den anderen Teilen der Welt zu versorgen, und begann mit dem Betrieb von Charterflügen zu Hafenstädten in Fernost, den USA und Südamerika mit Zwischenlandung, u. a. in Hamburg. Kurz nach der Gründung expandierte das Unternehmen zunächst im norddeutschen Raum durch Gründung weiterer Stationen an den Flughäfen Bremen und Hannover.
Im Jahr 1990 wurde das Unternehmen in AHS Aviation Handling Services GmbH umfirmiert. Helmut Ness, Hapag-Lloyd Flug und Lufthansa Airport and Ground Services (LAGS) übernahmen jeweils ein Drittel der Anteile an der Gesellschaft. Zu Beginn des Jahres 2000 veräußerten die bisherigen Gesellschafter ihre Geschäftsanteile an der AHS an die Flughafengesellschaften in Hamburg, Hannover und Bremen. Die Flughäfen Hamburg und Hannover übernahmen jeweils 40 % und der Flughafen Bremen 20 % der Anteile. Die Stationen Hamburg, Hannover und Bremen wurden in eigene Gesellschaften unter jeweiliger lokaler Beteiligung der Flughäfen überführt.
Mitte 2009 übernahm AHS die Standorte und Aktivitäten der Tochtergesellschaften der Swissport Deutschland GmbH an den Flughäfen Berlin-Tegel und -Schönefeld, Düsseldorf, Frankfurt am Main, Hamburg, Hannover, Köln und München. Die neue Unternehmenseinheit firmierte zunächst unter dem Namen AHS GermanGround GmbH, bis sie im Jahr 2011 vollständig in die AHS-Gruppe integriert wurde. Zum 31. Dezember 2019 erfolgte eine Standortschließung in Berlin-Tegel und Berlin-Schönefeld.

## Servicedienstleistungen der Gesellschaft
Die AHS übernimmt für Fluggesellschaften unterschiedliche Bodendienstleistungen. Dabei muss nicht das komplette Paket durch die Fluggesellschaften genutzt werden:
- Passenger Services: Abfertigung von Flugpassagieren
- Operations: Planung und Berechnung der Beladung eines Flugzeuges
- Ramp Supervision: Betreuung und Überwachung der Abfertigungsvorgänge am Flugzeug auf dem Vorfeld
- Gepäckermittlung: Gepäcksuche via World Tracer, Betreuung bei unbegleiteten Kindern, Service bei beschädigten Gepäckstücken
- IATA Ticketing: Verkauf von Flugtickets und Serviceleistungen am Schalter
- VIP  Service: Begleitung bzw. Unterstützung von besonderen Gästen
- AVIOVA Aviation+Innovation: IT-Lösungen für die AHS-Gruppe sowie externe Kunden

## Geschäftszahlen
Datenquelle: AHS
|                                     | 2013      | 2014      | 2015      | 2016      | 2017      |
| ----------------------------------- | --------- | --------- | --------- | --------- | --------- |
| Abgefertigte Passagiere (outbound): | 18,7 Mio. | 26,0 Mio. | 28,3 Mio. | 32,1 Mio. | 35,2 Mio. |
| Abgefertigte Flüge (outbound):      | 164.231   | 229.070   | 246.388   | 274.648   | 297.556   |

## Standorte der AHS-Gruppe
(Stand: Januar 2022)
- Flughafen Hamburg (AHS Hamburg Aviation Handling Services GmbH, Headquarters der AHS Aviation Handling Services GmbH)
- Flughafen Bremen (AHS Bremen Aviation Handling Services GmbH)
- Flughafen Hannover (AHS Hannover Aviation Handling Services GmbH)
- Flughafen Düsseldorf (AHS Düsseldorf Aviation Handling Services GmbH)
- Flughafen Köln/Bonn (AHS Köln Aviation Handling Services GmbH)
- Flughafen Frankfurt am Main (AHS Frankfurt GmbH & Co. KG, FPS Frankfurt Passenger Services GmbH)
- Flughafen Stuttgart (S. Stuttgart Ground Services GmbH)
- Flughafen München (AHS München Aviation Handling Services GmbH)
- Flughafen Nürnberg (AirPart GmbH)
- Flughafen Dresden (ASD Airport Services Dresden GmbH)
- Flughafen Leipzig/Halle (ASL Airport Services Leipzig GmbH)

## Kundenkreis
Die AHS-Gruppe bedient an 11 deutschen Flughäfen mit eigenen Niederlassungen oder über Beteiligungsgesellschaften mehr als 130 Fluggesellschaften, darunter Air France/KLM, Air China, Air Malta, Condor, Delta Air Lines, EasyJet, Egyptair, Emirates, Etihad, Eurowings, Lufthansa, Pegasus, Ryanair, Sun Express und Tuifly.